# Ложе (Лашко)
Ло́же (словен. Lože) — поселення в общині Лашко, Савинський регіон, Словенія. Висота над рівнем моря: 367,8 м.